# Nagy István (író)
Nagy István álneve Gyökér István (Kolozsvár, 1904. február 22. – Kolozsvár, 1977. április 24.) erdélyi magyar író, a Román Akadémia tagja, Nagy Károly pedagógus apja.

## Élete
Munkáscsaládban született, a Fellegvár sziklalakásainak egyikében, a Sáncalján nőtt fel. Az elemi iskola ötödik osztályát félbehagyva asztalosmesterséget tanult. 1920-ban a gyufagyárban inassztrájkot szervezett, 1922-ben a bútorgyárban szakszervezeti főbizalminak választották. Vándormunkásként dolgozott Bukarestben, Brăilán és Galacon. Visszatérve Kolozsvárra bútorasztalos lett és részt vett a Román Munkássegély szervezésében. 1933-34-ben Józsa Bélával szerkesztette és írta az Írjatok! című kommunista szépirodalmi lapot. Munkásmozgalmi tevékenysége következtében megjárta Jilava és Doftana börtöneit. 1940-ben munkaszolgálatra hívták be, majd Caracalba internálták. 1943-ban részt vett a szárszói konferencián. 1945-ben főszerkesztője volt a Képes Újságnak, 1945 után a Román Munkáspárt kolozsvári tartományi bizottságának tagja lett, majd nemzetgyűlési képviselő. 1948-1952 között a Bolyai Tudományegyetem tanára és rektoraként működött. 1952-ben felfüggesztették párttagságát azzal az indokkal, hogy együttműködött a fasiszta népi írókkal. 1954-ben rehabilitálták, 1955-ben állami díjjal tüntették ki.
Első írásait a Gaál Gábor szerkesztette Korunk, a Józsa Béla szerkesztette Szolidaritás és a kolozsvári Világosság közölte. 1936-ban Özönvíz előtt című drámájával díjat nyert az Erdélyi Helikon pályázatán. Munkatársa volt a Magyar Csillagnak, a Kelet Népének, a Szabad Szónak és a Népszavának.
Pályájának és műveinek megismertetéséhez jelentős mértékben hozzájárult Abafáy Gusztáv.

## Művei

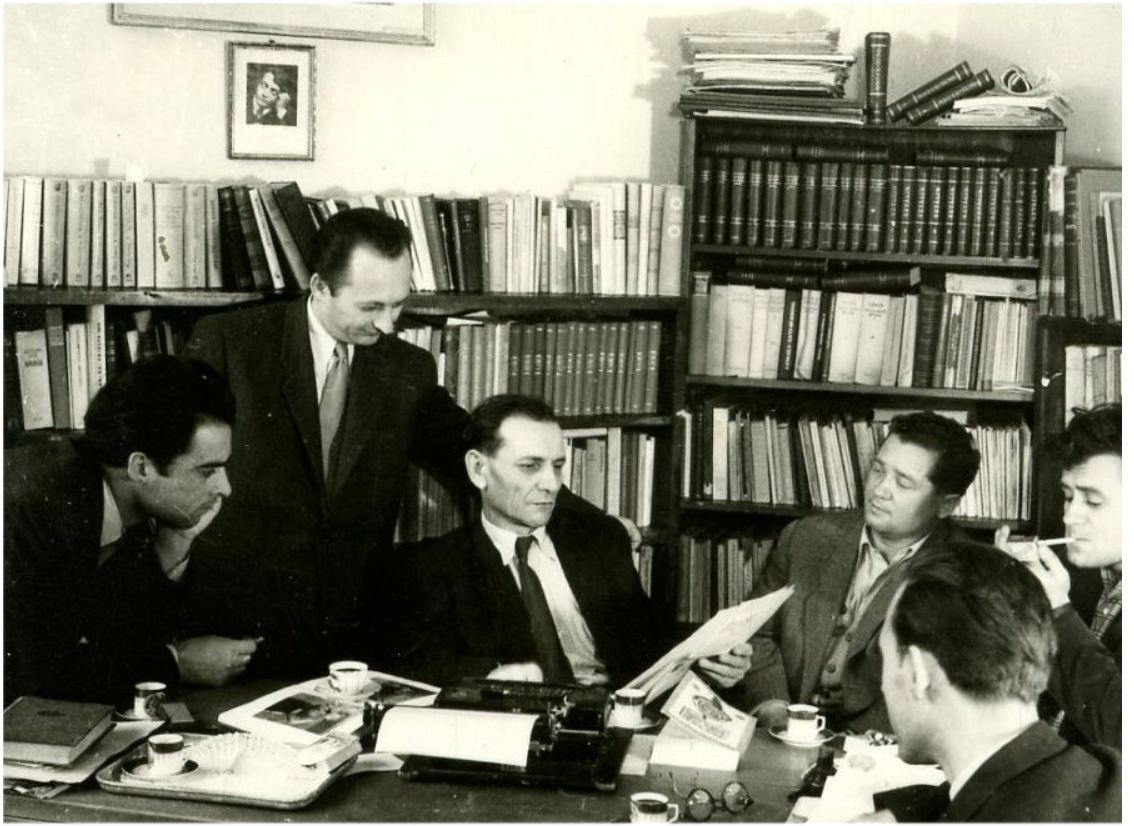
Nagy István kollégáival a Bolyai Egyetemen

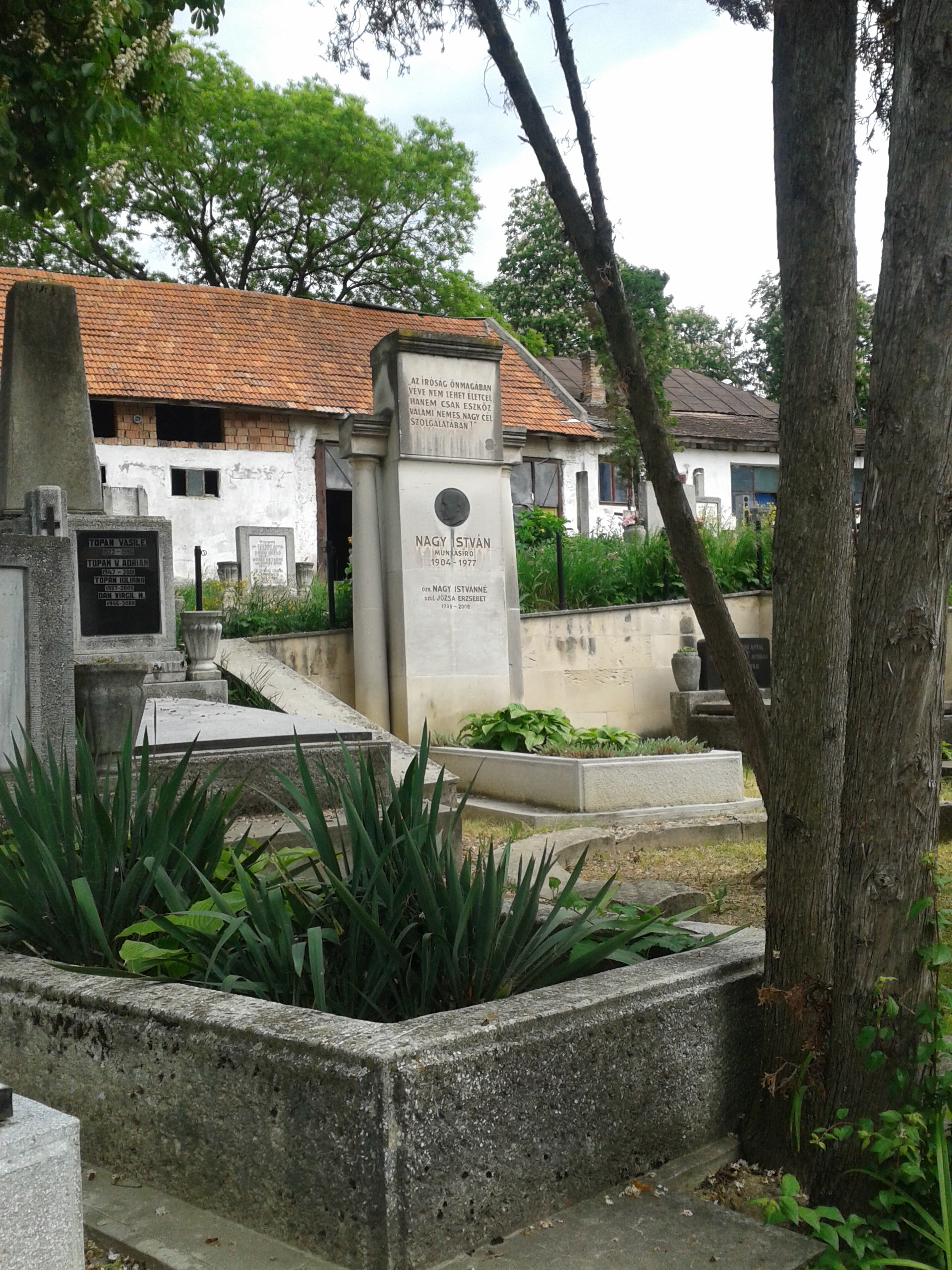
Sírja a Házsongárdi temetőben

- Mivé lettek?; szerzői, Cluj-Kolozsvár, 1932
- Földi Jánost bekapta a város, kisregény, Kolozsvár, 1932
- Nincs megállás, regény, Kolozsvár, 1933
- Vékony az ajtó, novellák, Kolozsvár, 1934
- Külváros, Kolozsvár, 1939
- Oltyánok unokái I. Kolozsvár, 1941, I-II. Budapest, 1941
- A szomszédság nevében, regény, Budapest, 1941
- A Boldog utcán túl, elbeszélések, Budapest, 1943
- A föld hazahív...; Központi Sajtóvállalat, Bp., 1943 (Új Élet regénytár 322.)
- Aki lemaradt a hajóról; Aurora, Bp., 1943
- Ami mindennél erősebb...; Központi Sajtóvállalat, Bp., 1944 (Új Élet regénytár 341.)
- ...és csend lett újra; Központi Sajtóvállalat, Bp., 1944 (Új Élet regénytár 345.)
- A kövérek százada; Móricz Zsigmond Kollégium, Kolozsvár], 1945 (Kis magyar írások)
- Bérmunkások, munkásjellemek, Kolozsvár, 1945
- Özönvíz előtt, dráma, Kolozsvár, 1945)
- Ember a jég hátán, kisregény, Kolozsvár, 1945
- Leggonoszabb ellenségünk a sovinizmus; Igazság, Kolozsvár, 1946
- Réz Mihályék kóstolója, regény, Budapest, 1946
- Erdélyi úton, cikkgyűjtemény, Kolozsvár, 1947
- A gyár ostroma, színdarab, Kolozsvár, 1947
- Nincs megállás. Két kisregény; Nyugat, Bp., 1948
- Minden jog a szerzőé, kisregény, 1950
- Egy év a harmincból, regény, 1951
- A legmagasabb hőfokon, regény, 1952
- Ünnep a mi utcánkban, novellák, 1952
- A mi lányaink, regény, 1954
- Huszonöt év I-II., karcolatok, novellák, elbeszélések, 1956
- A harc hevében, irodalmi vallomások és észrevételek, Marosvásárhely, 1957
- Hetedhét országon keresztül Indiába, riportkönyv, 1957
- Szívesen, máskor is, novellák, 1959
- Az asztalos meséje. Elbeszélések; Ifjúsági, Bukarest, 1959
- Ácsék tábort vernek, ifjúsági regény, 1961
- Íróavatás, vallomások, 1961
- Nézd meg az anyját..., vígjáték, 1964
- Szépségverseny, novellák, 1964
- Városi hétköznapok, regény, 1964
- Sáncalja, önéletrajzi regény I., 1968
- Ki a sánc alól, önéletrajzi regény II., 1969
- Hogyan tovább? önéletrajzi regény III., 1971
- A piros szemű kiskakas. Novellák; bev. Sőni Pál; Dacia, Kolozsvár, 1972 (Tanulók könyvtára)
- Az aranykakas krónikája. A Dermata cipő- és bőrgyár története, Kolozsvár, 1971
- Szemben az árral. Önéletrajzi regény. 1935–1944; Kriterion, Bukarest, 1974
- Az asztalos meséje. Az író meséi. Novellák, elbeszélések; bev. Szász János; Creangă, Bukarest, 1985
- Kilincselők; vál., előszó Mózes Attila; Kriterion, Bukarest, 1988
- Aki lemaradt a hajóról; Hét Krajcár, Bp., 2004